# Punk folk
Genres dérivés
Punk celtique, gypsy punk, anti-folk, indie folk
Le punk folk (initialement connu sous le terme de rogue folk) est une fusion musicale entre folk et punk rock. Le genre se popularise dans les années 1980 grâce aux Pogues en Grande-Bretagne, et aux Violent Femmes aux États-Unis. Le folk punk atteint un certain succès pendant la décennie. Ces sous-genres, le punk celtique et le gypsy punk atteignent également un certain succès commercial.

## Caractéristiques
Contrairement au rock celtique et au electric folk, le punk folk fait usage de certains éléments tirés de la musique tradionnelle. La plupart des musiciens créent leurs propres compositions, dans le style punk rock, mais avec l'usage d'instruments folk, comme la mandoline, l'accordéon, le banjo ou le violon. Néanmoins, certains autres groupes punk folk adoptent une forme traditionnelle de musique folk comme les chants de marin.

## Histoire

### Années 1980

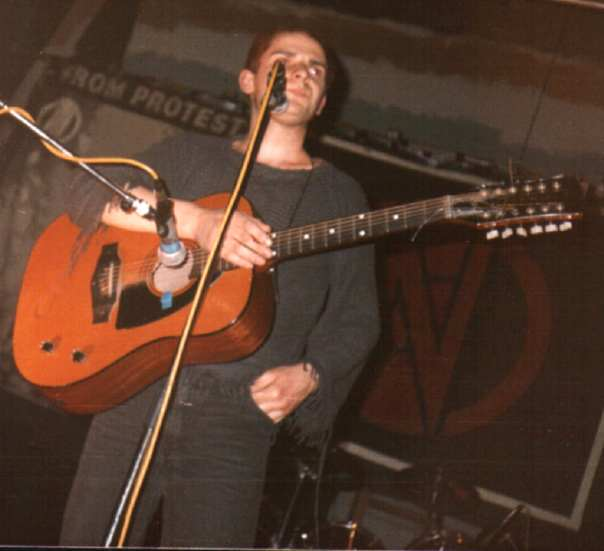
Chanteur de Chumbawamba à l'Université de Leeds, en 1986.

Formé à Milwaukee en 1980, The Violent Femmes est l'un des premiers groupes à succès mélangeant punk et folk, bien qu'il s'inspire principalement de groupes art rock comme The Velvet Underground. Durant les années 1980, d'autres groupes punk et hardcore remplissent leurs albums de chansons acoustiques ou adoptent un son plus folk, comme notamment The Dead Milkmen, Hüsker Dü, et Articles of Faith. Un album de cette veine sort en 1984 lorsque le groupe de hardcore psychédélique The Meat Puppets change de direction musicale pour leur album Meat Puppets II. Au Royaume-Uni, le mélange du folk et du punk est lancé par le groupe irlandais The Pogues, formé en 1982, dont leurs chansons et reprises de chanteurs folk mènent trois de leurs albums aux classements musicaux. Le chanteur des Pogues', Shane McGowan, jouait dans le groupe punk londonien The Nips, originellement connu sous le nom de The Nipple Erectors.
Un groupe folk punk plus distinct se nomme The Men They Couldn't Hang, fondé en 1984. Oysterband participe également au développement du genre en mélange musique céilidh à rock plus rapide durant 1986. The Levellers, fondé en 1988,utilise moins de mélodies traditionnelles et plus d'instruments acoustiques comme le violon. D'autres groupes de la scène punk britannique au début des années 1980 s'inspiraient du folk. Les premières démos de Chumbawamba incluent des morceaux d'accordéon et de trompette. Attila The Stockbroker divertit le public punk en jouant de la mandoline en 1986. Le chanteur-compositeur Billy Bragg inspirera les futurs groupes de folk punk.

### Années 1990
Le début des années 1990 marque une montée d'intérêt général des groupes punk pour le folk, mais peu de groupes du genre partent en tournée. Formé en 1990, le groupe de bluegrass expérimental The Bad Livers en est un exemple, bien que le groupe fasse usage du punk comme référence culturelle plutôt que musicale. 1994 assiste à la création de Plan-It-X Records, qui permettra la popularisation de quelques groupes folk punk dans les années 1990 et début 2000 et auront une grande influence sur le genre.
Formé en 1995, The World/Inferno Friendship Society est un groupe important originaire de la scène gypsy punk de New York. Ils mélangent éléments de cabaret, punk, et klezmer durant leurs performances. Dans les années 1990, le punk celtique revit grâce à des groupes comme Dropkick Murphys, Flogging Molly, et The Real McKenzies.

### Années 2000
Au début des années 2000, une musique originaire de Plan-It-X Records, largement influencée par l'éthique DIY underground et la scène pop punk commence à prendre forme. Pour une partie de la communauté punk, le label devient synonyme de folk punk. Les groupes notables de cette période sont This Bike Is A Pipe Bomb et Against Me! En parallèle, à New York, un son gypsy punk prend forme chez les groupes Gogol Bordello et Golem. Ces groupes s'inspirent de l'instrumentation des musiques d'Europe de l'Est qu'ils mélangent à des rythmes punk, ska et rock. La plupart de ces groupes adoptent l'esthétique influencée par des références à l'art soviétique, aux esthétiques burlesques, et au style classique punk de The Clash. Gogol Bordello, en particulier, atteint un certain succès.
Au nord-est, une communauté se forme autour de Mischief Brew et Fistolo Records. Ces groupes mélangent underground punk DIY et folk radical des années 1960 dans la veine de Phil Ochs et de musiciens folk anarchistes comme David Rovics. Des groupes notables de cette période incluent The Can Kickers, et Johnny Hobo and the Freight Trains. Au milieu des années 2000, la côte ouest produit sa propre scène DIY de folk punk avec un son différent lié à Blackbird Raum de Santa Cruz. Ils sont liés au groupe de hardcore acoustique Hail Seizures,.

### Années 2010
Des groupes punk folk naissent hors des pays traditionnels anglophones, comme le groupe allemand de langue anglaise The O’Reillys and the Paddyhats. 
Au Québec, le groupe le mieux connu est Québec Redneck Bluegrass Project (QRBP) qui propose des textes alternant entre anglais, français et joual. Leurs paroles sont colorées par de nombreux sacres et un franc-parlé rythmé par des expressions locales et régionales. La formation lance cinq albums entre 2010 et 2020.